# Kaple Panny Marie u Antonínova Dolu
Římskokatolická kaple Panny Marie leží u Antonínova Dolu u silnice z Jihlavy do Havlíčkova Brodu, na katastru obce Střítež. Byla postavena v letech 2009 až 2010 jako poděkování za dar života a zdraví pro nedonošená dvojčata rodinami Perničkových a Doležalových, resp. dědečkem nedonošených dvojčat. Nachází se u lesa zvaného Strašilův les na pozemku Miroslava Perničky.
Součástí jednoduché stavby je sloup se třemi špicemi, na jehož vrcholu je umístěn kříž. Před kaplí stojí kamenný kříž s tímto nápisem: Neprosím o zázrak, Pane, ale o sílu pro všední život. Tato kaple ke cti Panny Marie byla postavena jako projev díků za vyslyšení prosby. Kaple byla 3. července 2010 vysvěcena Zdeňkem Krčkem, děkanem v Polné. Dne 20. listopadu 2010 zde sloužil bohoslužbu za nedonošené děti a jejich rodiče administrátor královéhradecké diecéze biskup Josef Kajnek za účasti asi 150 lidí.